# Politica della Costa Rica
La Costa Rica è una repubblica democratica presidenziale. Le responsabilità del governo sono delegate a un presidente, che è il potere centrale. Esistono anche due vice-presidenti e cinque membri di gabinetto, che include uno dei due vice-presidenti. Il sistema politico della Costa Rica è rappresentato da tre poteri: il potere esecutivo, il potere legislativo e il potere giudiziario. La Corte Suprema è considerata la quarta potenza della Repubblica. Ogni quattro anni si effettuano le elezioni nazionali. Tra gli altri incarichi di rappresentanza popolare, il Presidente della Repubblica è eletto attraverso una rappresentanza diretta a scrutinio segreto. A livello internazionale, il Paese fa parte dell'OAS e dell'ONU.